# 求法寺
求法寺（ぐほうじ）は、滋賀県大津市坂本にある天台宗の寺院。本尊は慈恵大師良源（元三大師）像。比叡山延暦寺の表参道である本坂口及び日吉大社の表参道脇にある。

## 歴史
創建年代は不詳であるが、延暦寺の第4代天台座主安慧の里坊であった。後に良源が延暦寺に入寺する際にこの地で一旦休息し、修行の決意を固めたことから求法寺と称するようになった。良源ゆかりの寺院であるため鎌倉時代には御影堂に慈恵大師像を祀るようになった。
元亀2年 (1571年)に織田信長によって行われた比叡山焼き討ちによって全焼した。その後、再建されたが再び焼失する。慶安元年（1648年）に延暦寺東塔南谷西尊院の古堂を移築し、元三大師堂とする。正徳4年（1714年）、元三大師堂が改築される。

### 六角地蔵堂
坂本六地蔵の内の一つであり、求法寺が管理している。最澄が延暦寺での童子の教育に心を注ぎながら自作した早尾地蔵尊（子育て地蔵）が祀られている。後にこの地蔵は天台真盛宗の開祖である真盛となり、真盛没後には再び地蔵に戻ったとされる。日吉大社の表参道を挟んで元三大師堂の向かい側に建立されている。

## 境内
- 元三大師堂（滋賀県指定有形文化財） - 正徳4年（1714年）に改築。正堂と礼堂からなっている。
- 庫裏
- 六角地蔵堂 - 求法寺が管理している。

## 文化財

### 重要文化財
- 木造慈恵大師坐像 - 文永4年（1267年）に仏師法橋院農と絵師法橋快円によって製作された。

### 滋賀県指定有形文化財
- 元三大師堂正堂・礼堂 附：棟札 1枚、厨子 1基

## 前後の札所
真盛上人二十五霊場
3 延暦寺西塔浄土院　-　4 日吉馬場六角堂　-　5 生源寺